# 金焰笛鲷
金焰笛鲷（学名：Lutjanus fulviflamma），又稱火斑笛鯛、愛倫氏笛鯛，为笛鲷科笛鲷属的鱼类。分布于印度洋非洲东岸、红海、东至太平洋塔希提岛、北至日本、南至澳大利亚以及南海诸岛海域、台湾海峡等，常生活于热带海洋岩礁或珊瑚丛附近浅水区。该物种的模式产地在阿拉伯海。

## 特徵
本魚體長橢圓形，背緣呈弧狀彎曲。兩眼間隔平坦。前鰓蓋缺刻不顯著。上下頜具細齒多列，外列齒稍擴大，上頜前端具2犬齒，內列齒絨毛狀；下頜具一列稀疏細尖齒，後方者稍擴大；鋤骨齒帶三角形，其後方具有突出部；腭骨亦具絨毛狀齒；舌面無齒。體被中大櫛鱗，頰部及鰓蓋具多列鱗；背鰭鰭條部及臀鰭基部具細鱗；頭背部前額區鱗列數4至5列，且左右接近；側線上方的鱗片斜向後背緣排列，下方的鱗片則與體軸平行。成魚體色偏黃或偏紅而有多條金色縱帶，體側在背鰭軟條部的下方具一大黑斑。背鰭軟硬鰭條部間無明顯深刻；臀鰭基底短而與背鰭軟條部相對；背鰭硬棘10枚，軟條13枚；臀鰭硬棘3枚，軟條8枚；胸鰭長，末端達臀鰭起點；尾鰭內凹。體長可達35公分。

## 生態
幼魚出現在較淺水域，或潮池內。成魚則單獨或成群棲息在珊瑚礁或岩礁區外圍。以甲殼類、魚類為食。

## 經濟利用
常見的食用魚，適宜煎食或煮湯，新鮮者可作生魚片。有些個體因食物鏈關係體內具有熱帶魚毒。另外體色多彩，也可作觀賞魚。

## 扩展阅读
維基物種上的相關：金焰笛鲷